# Vraní oko
Vraní oko (Paris) je rod jednoděložných rostlin z čeledi kýchavicovité (Melanthiaceae). Starší taxonomické systémy ho řadily do čeledi triliovité (Trilliaceae), popř do liliovitých v širokém pojetí (Liliaceae s.l.).

## Popis
Jedná se o vytrvalé byliny s oddenky. Listy jsou jednoduché, řapíkaté, v jediném přeslenu na vrcholu stonku, přeslen je čtyřčetný až mnohočetný. Čepele jsou celistvé, kopinaté až vejčité. Jedná se o jednodomé rostliny s oboupohlavnými květy. Květy jsou jednotlivé, na vrcholu stonku. Okvětí se skládá ze 3-8 okvětních lístků, ve 2 přeslenech, okvětní lístky vnějšího přeslenu jsou zelenavé, vzácněji bílé a kopinaté až vejčité, lístky vnitřního bývají čárkovité a někdy mohou i chybět. Tyčinek je 8-24 nebo i více. Gyneceum je synkarpní, složené ze většinou ze 3-5 plodolistů. Semeník je svrchní. Plod je suchý nebo dužnatý, jedná se o bobuli nebo tobolku.

## Taxonomická poznámka
Někteří autoři rozlišují menší rody Daiswa a Kinugasa. V rámci tohoto článku je popisován rod vraní oko v širším pojetí (Paris s.l.), včetně výše zmíněných menších rodů.

## Rozšíření ve světě
Je známo asi 24 druhů (ale při jiných pojetí rodu méně), jsou rozšířeny hlavně ve východní Asii.

## Rozšíření v Česku
V ČR i v celé Evropě roste ve volné přírodě pouze 1 druh: vraní oko čtyřlisté (Paris quadrifolia). Tato jedovatá rostlina roste především ve vlhčích lesích na bohatších půdách.

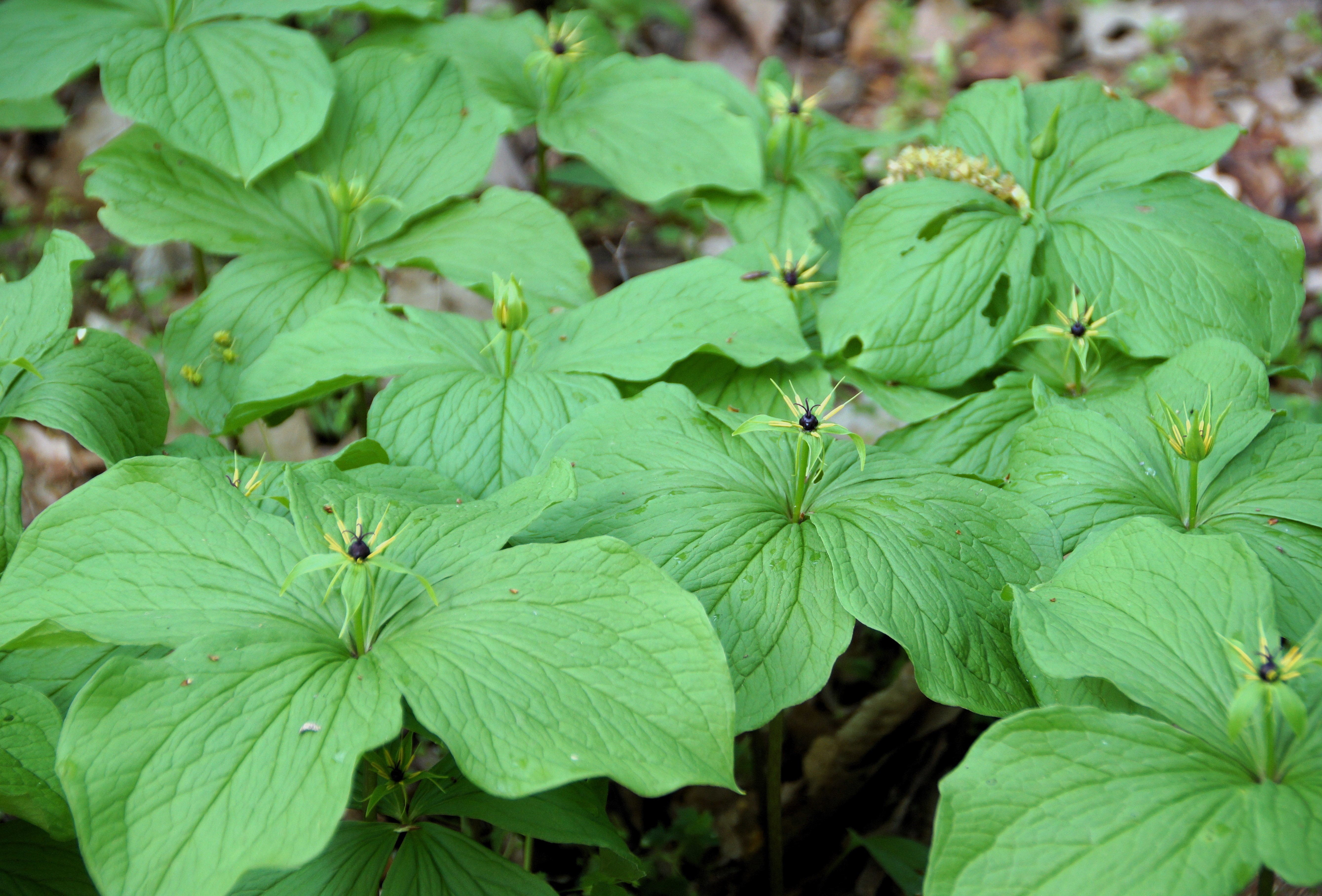
Vraní oko se vyskytuje převážně v lužních lesích